# Suzanne von Borsody
Suzanne von Borsody (Monaco di Baviera, 23 settembre 1957) è un'attrice tedesca.

## Biografia

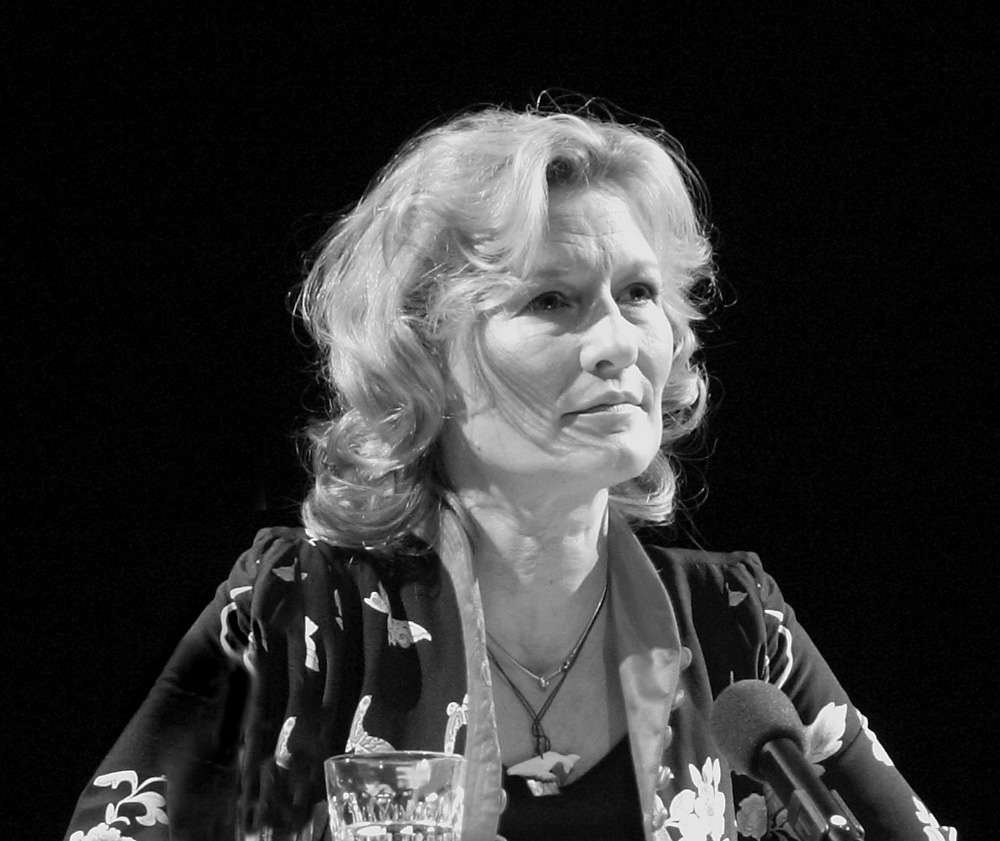
Suzanne von Borsody al Festival della letteratura di Colonia nel 2006

È nata a Monaco da Hans von Borsody e Rosemarie Fendel, entrambi attori; è anche pronipote di Eduard von Borsody, regista, cameraman e produttore, e sorellastra di Cosima von Borsody, attrice. Vive fra Monaco e Berlino assieme al compagno Jens Schniedenharn.
È una convinta sostenitrice dell'UNICEF e dell'associazione Hand in Hand for Children, nonché di altre associazioni umanitarie. Nel 2005 è andata in Namibia per far aprire una mensa. È inoltre presidente della giuria del Premio CIVIS, riguardante i programmi televisivi e radiofonici che favoriscono l'integrazione pacifica degli immigrati in Europa.

## Carriera
Il suo primo ruolo importante fu nella mini-serie Beate S., per il quale ha ricevuto il Premio Adolf Grimme e la Goldene Kamera. Per la miniserie televisiva Jahrestage, tratta dal celebre romanzo omonimo di Uwe Johnson e diretta da Margarethe von Trotta, dove recitava il ruolo di Gesine Cresspahl, la von Borsody ha ricevuto il Deutscher Fernsehpreis (premio televisivo) come miglior attrice.
Ha partecipato a film di successo internazionale come Lola corre (nel ruolo di Frau Jäger), ¿Bin ich schön? (nel ruolo di Lucy) e Marlene (interpretando Charlotte Seidlitz). È stata inoltre nel cast di Bis nichts mehr bleibt, film prodotto nel 2010 da Niki Stein riguardo a Scientology e ai suoi effetti sui membri dell'organizzazione. Dato che il film prende posizione contro Scientology, è stato prodotto sotto stretto riserbo.
Ha svolto anche esperienze teatrali fra il 1987 e il 1993.

## Filmografia parziale

### Film e telefilm
- Der Mann aus dem Bootshaus, regia di Johannes Schaaf (1967)
- Adoptionen, regia di Hartmut Griesmayr (1978)
- Aranka, regia di Gernot Eigler (1986)
- Fifty Fifty, regia di Peter Timm (1988)
- Stadtromanzen, regia di Stadtromanzen (1988)
- Ostkreuz, regia di Michael Klier (1991)
- Justiz, regia di Hans W. Geissendörfer (1993)
- Brandnacht, regia di Markus Fischer (1993)
- Lauras Entscheidung, regia di Uwe Janson (1994)
- Baby Monitor, regia di Kaspar Heidelbach (1995)
- Ich bin unschuldig - Ärztin im Zwielicht, regia di Frank Guthke (1995)
- Der Flug des Albatros, regia di Werner Meyer (1995)
- Zerrissene Herzen, regia di Urs Odermatt (1996)
- Lola corre, regia di Tom Tykwer (1998)
- ¿Bin ich schön?, regia di Doris Dörrie (1998)
- Niente come prima, regia di Christian von Castelberg (1999)
- Ich liebe meine Familie, ehrlich, regia di Stefan Lukschy (1999)
- Marlene, regia di Joseph Vilsmaier (2000)
- Leo und Claire, regia di Joseph Vilsmaier (2001)
- Lilly unter den Linden, regia di Erwin Keusch (2002)
- Der Puppengräber, regia di Peter Henning e Claudia Prietzel (2003)
- Die Geisel, regia di Christian Görlitz (2003)
- Baltic Storm, regia di Reuben Leder (2003)
- Ein einsames Haus am See, regia di Sigi Rothemund (2004)
- Liebe hat Vorfahrt, regia di Dietmar Klein (2005)
- Der zweite Blick, regia di Ariane Zeller (2005)
- Margarete Steiff, regia di Xaver Schwarzenberger (2005)
- Eine Liebe in Königsberg, regia di Peter Kahane (2006)
- Beim nächsten Kind wird alles anders, regia di Uwe Janson (2007)
- Das zweite Leben, regia di Florian Gärtner (2007)
- Der Sonnenhof, regia di Matthias Tiefenbacher (2007)
- Späte Aussicht, regia di Sylvia Hoffmann (2007)
- Schlaflos in Oldenburg, regia di Johannes Fabrick (2008)
- Entführt, regia di Matti Geschonneck (2009)
- Rapunzel, regia di Bodo Fürneisen (2009)
- Schicksalstage in Bangkok, regia di Hartmut Griesmayr (2009)
- Bis nichts mehr bleibt, regia di Niki Stein (2010)
- Hanni & Nanni, regia di Christine Hartmann (2010)
- Der Chinese, regia di Peter Keglevic (2011)
- La madre della sposa, regia di Michael Rowitz (2012)
- Hanni & Nanni 2, regia di Julia von Heinz (2012)
- Ein schmaler Grat, regia di Daniel Harrich (2013)
- Dead, regia di Sven Halfar (2013)
- Hanni & Nanni 3, regia di Dagmar Seume (2013)
- Hannas Reise, regia di Julia von Heinz (2013)
- Un marito fedele, regia di Hermine Huntgeburth (2014)
- Das Kloster bleibt im Dorf, regia di Walter Weber (2015)
- Drei Väter sind besser als keiner, regia di Till Franzen (2016)
- L'ultimo viaggio, regia di Nick Baker-Monteys (2017)
- Die kleine Hexe, regia di Mike Schaerer (2018)
- Kollowalla, regia di Sebastian Jobst (2019)
- Die Informantin 2, regia di Isabel Kleefeld (2019)
- So weit das Meer, regia di Axel Barth (2019)

### Serie televisive
- Beate S. (1978)
- Kontakt bitte... (1983)

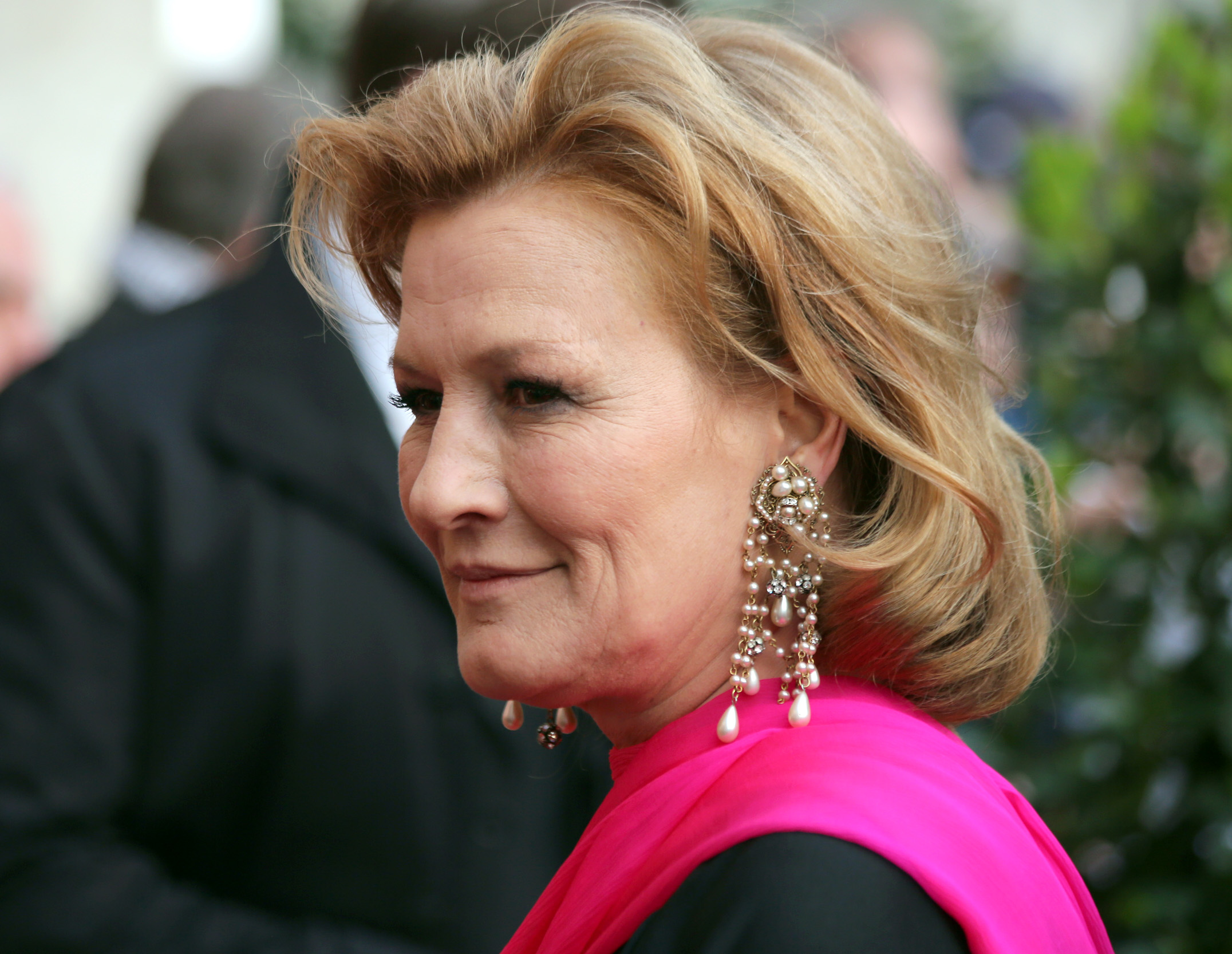
Suzanne von Borsody alla Hofburg nel 2013, in occasione della cerimonia per il conferimento dei premi Romy

- Nordlichter: Geschichten zwischen Watt und Wellen (1983, 1 episodio)
- Tatort (1993-2015, 5 episodi)
- Wolff - Un poliziotto a Berlino (1995, 1 episodio)
- Vater wider Willen (1995-1998, 16 episodi)
- Squadra Speciale Cobra 11 (1997, episodio La figlia perduta)
- Il commissario Kress (1996-1999, 3 episodi)
- Jahrestage, regia di Margarethe von Trotta (2000)
- Schimanski sul luogo del delitto (1998-2000, 5 episodi)
- La ragazza con lo smeraldo indiano (Das Mädchen mit dem indischen Smaragd) – miniserie TV (2013)
- Über Land (2017)